# Arcàdia
|  | Per a altres significats, vegeu «Arcadia». |

Arcàdia (grec antic: Ἀρκαδία, llatí: Arcadia) va ser una de les principals regions del Peloponnès a l'antiguitat, i es correspon, a grans trets, amb l'actual unitat perifèrica d'Arcàdia. Es tracta de la regió central de la península, muntanyosa sense accés a la mar, i per això la seva economia era predominantment ramadera i fins a l'època hel·lenística no s'hi formaren les primeres polis. Per això, Arcàdia passà a la història de la literatura occidental com a tòpic literari, simbolitzant l'idil·li de la vida pastoral simple en harmonia amb la natura: l'arcadisme.

## Geografia

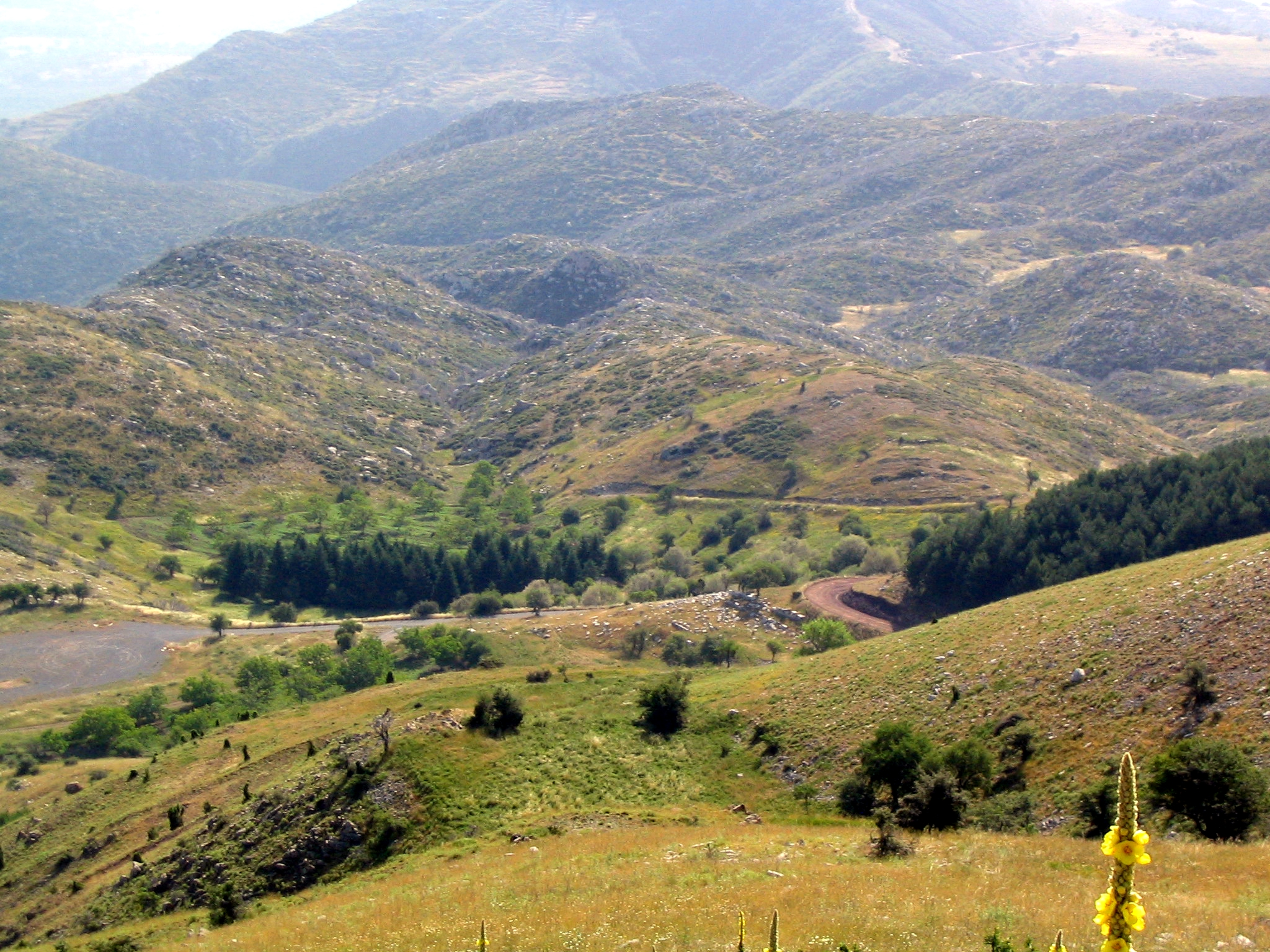
El Mont Liqueu.

Les regions occidentals eren més muntanyoses i abruptes, amb valls estretes i poc fèrtils, plenes de senglars i ossos. Hi vivia poca gent i els grecs tenien seus habitants pels més rudes de tots els grecs. En canvi, les regions orientals eren de relleu més suau i hi havia diverses planes aptes per l'agricultura. És en aquesta regió on aparegueren els primers centres urbans d'Arcàdia: Tègea, Orcomen, Estimfal i Fèneos.
Les serralades principals eren el mont Cil·lene, el Lampea i el Fòloe, que continuaven l'Erimant; el Lirceu, l'Artemísion i el Partènion, a l'oest, i al sud el Mènal i el Liceu, que connectaven amb el Taíget. El riu principal de la contrada era l'Alfeu.

### Viles i ciutats
A la part oriental del país, hi havia les principals ciutats: Tègea, Mantinea, Orcomen, Estimfal, i Fèneos. Però l'Arcàdia tenia moltes més ciutats repartides entre els seus 18 districtes, la llista de les quals és la següent:
- A la Tegeàtida (sud-est), Tègea, amb les dependències de Mantírea, Fílace, Gàrea, i Coríteis
- A la Mantínica (al nord de la Tegeàtida), Mantinea, amb les dependències de Mera, Petròsaca, Fezó, Nestane, Melangea i Elimea
- A l'Estimfàlia (al nord de la Mantínica), Estimfal, Oligirtos, i Àlea
- A la Menàlia (al sud i oest de la Mantínica i oest de la Tegeàtida), Ladocea, Hemònies, Orestíon, Afrodísion, Atenèon, Àsea, Pal·làncion, Pereteis, Lícoa, Dipea, Suaiàcia, Mènal, Anemosa, Helissont, Eutea, i més tard Megalòpolis, al sud-est del districte
- A la Maleàtida (al sud de Menàlia, a la frontera amb Lacònia), Màlea, Lèuctron, Falèsia, i Escirtònion
- A la Cromnítida (a l'oest de la Maleàtida, a la frontera amb Messènia): Cromne, Gàteas, i Fèdrias
- A la Parràsia (districte a la frontera amb Messènia, al nord de la Cromnítida): Macàrees, Alifera, Dàsees, Acacèsion, Licosura, Tòcnia, Basilis, Cípsela, Batos, Trapezunt, Proseis i Acòntion, fundada per Acontes. En aquest districte habitava la tribu dels parrasis, que foren sotmesos per Mantinea; després, Esparta els va restaurar com a independents el 421 aC.
- A la Figàlica (a l'oest de Parràsia), Figàlia
- A la Cinúria, (al nord de la Figàlica i de Parràsia): Licea, Tísoa; Brente, Rètees, Tirèon, Hipsunt, Gortina, Marata, Bufàgion i Alifera
- A l'Eutrèsia (entre Parràsia i Menàlia, poblat pels eutresis): Tricolonos, Zetèon o Zètia, Carísia, Ptolederma, Cnàuson, Parorea i Escíada
- A l'Hereàtida (a l'oest d'Arcàdia, a la frontera amb l'Èlida): Herea i Melènees
- A l'Orcomènia (nord d'Eutrèsia i Cinúria i est de l'Hereatis): Orcomen; Amilos, Metídrion, Falànton, Teutis, Nònacris, Càl·lia i Dipena
- A la Cafiàtida (al nord i oest d'Orcomènia): Càfies i Nasos
- A la Feneàtida (al nord de la Cafiàtida, a la frontera amb Acaia): Fèneos, Licúria, Càries, Pentèleon i Nònacris
- A la Clitòria (a l'oest de la Feneàtida): Clítor, Lusos, Sires, Leucàsion, Mesòboa, Nasos, Òrix i Talíades
- A la Psòfida (a l'oest de Clitòria): Psofis, amb la dependència de Tropea
- A la Telfúsia (al sud de la Psòfida): Telfusa i Oncèon
- El darrer dels 18 districtes era la Cineta, un petit territori al nord de la Cleitòria, on en època d'Estrabó no hi havia cap ciutat, i només alguns llogarets. Havia tingut Cineta per capital.

## Història

### El relat mític
Els arcadis es tenien pels més antics dels grecs, i es consideraven autòctons, és a dir, que no havien migrat mai. El seu heroi epònim era Arcas, fill de Zeus. El relat diu que Arcas tengué tres fills, Azà, Èlat i Afidant, i d'aquests tres descendiren les tres principals races d'arcadis, els azans, els parrasis i els trapezunts.
A la guerra de Troia Arcàdia apareix unificada sota un sol rei, Agapènor, descendent d'Afidant, que va contribuir amb seixanta naus. La llegenda romana diu que poc abans de la guerra els arcadis havien colonitzat les ribes del Tíber guiats per Evandre i construïren la ciutat de Pal·làntium.

### Història antiga
Després de la invasió dòrica del Peloponnès, els arcadis es refugiaren a les muntanyes, on els invasors doris no arribaren. Atès que les influències i innovacions culturals arribaven per mar, els arcadis foren un poble força conservador i que experimentà pocs canvis.
Durant l'època arcaica, els espartans cobejaren el domini de les ciutats arcàdies meridionals, frontereres amb llur territori, i així els arcadis donaren suport als messenis durant les guerres messèniques. De tota manera, com que no s'estructuraren entorn de cap lliga (Κοινὸν), cada vila arcàdia seguia la seva pròpia política. Cap al 560 aC els espartans conqueriren Tègea, que a partir de llavors fou aliada d'Esparta, i així lluità amb ells en les guerres mèdiques. A la Guerra del Peloponnès, tots els arcadis s'alinearen amb Esparta llevat de Mantinea, que tenia aspiracions democràtiques i s'alià amb Argos i Atenes; però la derrota el 417 aC portà els espartans a enderrocar-los les murades i dissoldre la ciutat.
Però la subjugació arcàdia als espartans acabà a la batalla de Leuctra el 371 aC, quan els tebans, liderats per Epaminondes, derrotaren els espartans i restauraren la independència dels arcadis. Mantinea recobrà el lideratge entre els arcadis, aquesta vegada units en una federació, la Lliga Arcàdia (Κοινὸν τῶν Ἀρκαδίων), amb el suport d'Epaminondes i els beocis. El nou projecte arcadi es materialitzà en la fundació d'una nova ciutat, Megalòpolis, poblada d'arcadis de més de quaranta viles, i esdevengué la seu de la nova lliga.
El 365 aC els arcadis entraren en guerra amb els eleus, i aconseguiren prendre Olímpia i retornar als pisates l'organització dels Jocs Olímpics; però aquests fets generaren confrontació entre Mantinea i Tègea, confrontació que causà la dissolució de la lliga. Arcàdia perdé tota la importància dins el panorama polític grec, i després d'Alexandre les ciutats arcàdies tornaven a estar en mans de tirans. Més tard, els arcadis s'uniren a la reeixida Lliga Aquea, a la qual pertanyeren fins a la derrota de Corint el 146 aC, quan s'integraren dins la República Romana. El període romà fou un període de decadència per la major part de regions del Peloponnès, i Arcàdia no en fou excepció.

## Costums

### Religió
La religió dels arcadis era la que hom pot esperar d'un poble ramader i caçador. Hermes era una divinitat típicament arcàdia, nascut al mont Cil·lene i crescut a l'Acasesi, i el seu fill, Pan, també gaudia de gran reputació i era el protector dels ramats. Àrtemis també era una divinitat amb gran popularitat a Arcàdia, per tal com era la protectora de la caça. Els arcadis també veneraven a Zeus Liceu, un culte molt antic a Arcàdia, amb sacrificis que encara es practicaven durant la dominació macedònia, cosa que evidencia el seu caràcter agrest. En fi, també veneraven a Despena i a Demèter.

### Llengua
El dialecte dels arcadis estava estretament emparentat amb el de Xipre, i es caracteritzava per gran nombre d'arcaïsmes que han portat els lingüistes moderns a considerar el grec micènic com el seu principal antecessor. Es tracta, doncs, del dialecte dels peloponnesis que, després de l'arribada dels doris, es refugiaren a l'interior. Es tracta d'un dialecte que mai no obtengué caràcter literari, i hom només el coneix per les inscripcions.

### Reputació
Considerats de costums simples i desitjos moderats per causa del seu isolament, hom també els lloava llur hospitalitat i religiositat. Polibi en lloa les seves institucions i el seu gust per la música; es deia que Hermes havia inventat la lira a Arcàdia, i que Pan, déu arcadi, havia inventat la siringa. Aquestes qualitats afavoriren el tòpic literari de l'Arcàdia feliç, accentuada pels poetes romans. Per altra banda, hom també deia que els arcadis eren de poca intel·ligència.

## Arcadis notables
- Polibi (c. 200-118 ae), historiador grec del període hel·lenístic (Megalòpolis)
- Filopemen (253-183 aC), general grec i estadista, estrateg aqueu, conegut com "l'últim dels grecs"

### Vencedors olímpics
- Androsthenes de Maenalus, guanyà l'or el 420 i 416 ae
- Eutimenos de Maenalus, guanyà l'or el 400 i 392 ae

### Mitologia
- Atalanta, una dona mítica grega que es diu que era filla del rei d'Arcàdia.
- Evandre, fill d'Hermes i una nimfa arcàdia anomenada Themis. Fou el fundador de Pal·lanti, una de les ciutats que es fusionà més tard en l'antiga Roma.[4]
- Hermes, déu del gimnàs i l'oratòria.
- Pan, déu salvatge, dels pastors i ramats, de la natura, de les muntanyes, la música, company de les nimfes.
- Themis, una nimfa local, amant d'Hermes i mare d'Evandre. Els romans li deien Carmenta.[5][6]